# Joni Lius
Joni Lius (* 4. März 1971 in Keuruu) ist ein ehemaliger finnischer Eishockeyspieler, der in seiner aktiven Zeit von 1989 bis 2006 unter anderem für JYP Jyväskylä und TPS Turku in der SM-liiga (oberste finnische Eishockeyliga) sowie den Västra Frölunda HC in der Elitserien gespielt hat. 

## Karriere
Joni Lius begann seine Karriere als Eishockeyspieler bei JYP Jyväskylä, für dessen Profimannschaft er von 1989 bis 1996 in der SM-liiga, der höchsten finnischen Spielklasse, aktiv war. Anschließend verbrachte der Center zwei Jahre beim Västra Frölunda HC in der schwedischen Elitserien, ehe er in seine finnische Heimat zurückkehrte, wo er einen Vertrag beim TPS Turku erhielt. Mit TPS gewann er in den Spielzeiten 1998/99, 1999/2000 und 2000/01 auf Anhieb drei Mal in Folge den finnischen Meistertitel. Auf europäischer Ebene belegte er zudem 2000 mit Turku den dritten Platz in der European Hockey League. 
In der Saison 2001/02 stand Lius für die Vienna Capitals in der Österreichischen Bundesliga auf dem Eis. In insgesamt 39 Spielen erzielte er dabei 28 Scorerpunkte, davon fünf Tore. Anschließend schloss sich der ehemalige Nationalspieler seinem Ex-Verein TPS Turku an, mit dem er in der Saison 2003/04 Vizemeister wurde. Im Anschluss an die Saison 2005/06 beendete er im Alter von 35 Jahren seine Karriere.

### International
Für Finnland nahm Lius an der U18-Junioren-Europameisterschaft 1989 sowie der Weltmeisterschaft 1998 teil. Bei der U18-EM 1989 gewann er mit seiner Mannschaft die Bronze, bei der WM 1998 die Silbermedaille. 

## Erfolge und Auszeichnungen
- 1999 Finnischer Meister mit TPS Turku
- 2000 3. Platz der European Hockey League mit TPS Turku
- 2000 Finnischer Meister mit TPS Turku
- 2001 Finnischer Meister mit TPS Turku
- 2004 Finnischer Vizemeister mit TPS Turku

### International
- 1989 Bronzemedaille bei der U18-Junioren-Europameisterschaft
- 1998 Silbermedaille bei der Weltmeisterschaft